# 大谷喜久蔵
大谷 喜久蔵（おおたに きくぞう、1856年2月4日〈安政2年12月28日〉- 1923年〈大正12年〉11月26日）は、日本の陸軍軍人、華族。
陸士旧2期。
教育総監・浦塩派遣軍司令官・軍事参議官・青島守備軍司令官等を歴任し、官位は陸軍大将従二位勲一等功一級男爵に至る。

## 経歴
小浜藩士で藩校「順造館」教授の漢学者、大谷正徳の七男として生まれる。明治4年（1871年）10月から召集を受け大阪鎮台彦根分営所に入営する。1875年（明治8年）12月から陸軍士官学校に入校し、同11年12月卒業する。翌年2月に陸軍歩兵少尉に任官される。士官生徒第2期の同期には第4師団長大迫尚道大将、朝鮮駐剳軍司令官井口省吾大将や、第11師団長の伊地知幸介中将、第13師団長の長岡外史中将がいる。
1883年（明治16年）2月、歩兵中尉に進級し、1886年（明治19年）3月、仙台鎮台参謀を命ぜられる。同年5月に歩兵大尉に進級する。鎮台の師団改編を受けて1888年（明治21年）5月に第2師団参謀と改称。1892年（明治25年）1月、参謀本部第2局員に移り、同年11月、歩兵少佐に進級し、翌月、歩兵第8連隊大隊長に就任する。1893年（明治26年）10月から第6師団参謀に移り、1894年（明治27年）10月、大本営付を命ぜられ日清戦争に出征、1895年（明治28年）4月、中佐に進級する。1896年（明治29年）9月25日、第4師団参謀長に進み、1897年（明治30年）10月11日から大佐進級を以って近衛師団参謀長に就任する。翌年の3月3日、教育総監部本部部長に就き、1900年（明治33年）4月25日、教育総監部参謀、同年10月2日から陸軍戸山学校長を命ぜられる。
1902年（明治35年）6月21日、陸軍少将に進級し、歩兵第24旅団長に就任、1903年（明治36年）7月2日から再び陸軍戸山学校長となる。1904年（明治37年）2月5日、第12師団兵站監、同年3月11日、韓国駐剳軍兵站監、同4月18日、第2軍兵站監、同8月8日、歩兵第8旅団長、1905年（明治38年）4月8日の韓国駐剳軍参謀長と、部隊幹部を歴任した後1906年（明治39年）6月1日から再び陸軍戸山学校長に就任し、同校長を退任した1907年（明治40年）1月28日から教育総監部参謀長、1908年（明治41年）12月19日の名称変更を以って教育総監部本部長に変わり、1909年（明治42年）8月1日の陸軍中将進級の後、同年9月3日、第5師団長に親補される。1915年（大正4年）5月4日、青島守備軍司令官に就任し、同年11月7日、勲一等旭日大綬章を受章、1916年（大正5年）11月16日には陸軍大将に進級する。

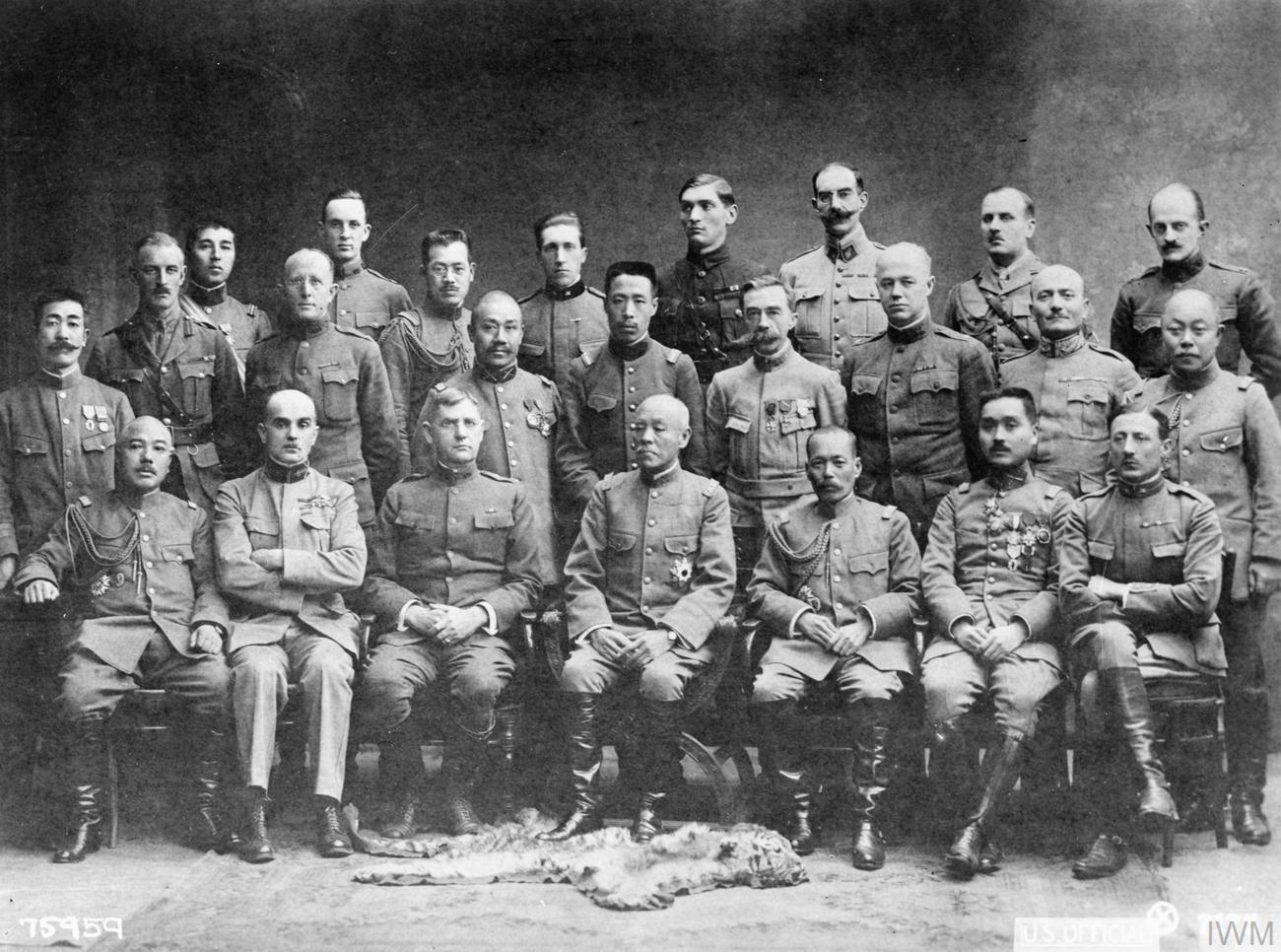
シベリア派遣軍各国軍人らとの集合写真（最前列中央）

1917年（大正6年）8月6日から軍事参議官、1918年（大正7年）8月9日、浦塩派遣軍司令官に就任する。1919年（大正8年）8月26日にはかつて本部長として務めた教育総監部の長たる教育総監に就任し、同時に軍事参議官を兼ねた。1920年（大正9年）11月1日、勲一等旭日桐花大綬章及び功一級金鵄勲章を受章し、同年12月28日を以って予備役編入となる。同日男爵の爵位を授爵し華族に列せられる。
1923年（大正12年）11月26日薨去。大正天皇より勅使差遣。なお没後、実弟の山田信進らが合議の末、襲爵手続きを辞退した為、長男正夫は男爵に列せられることなく大谷男爵家は終わった。

## 年譜
- 明治4年（1871年）10月 - 召集を受け大阪鎮台彦根分営所に入営
- 1875年（明治8年）12月 - 陸軍士官学校入校
- 1875年（明治11年）12月 - 卒業
- 1876年（明治12年）2月1日 - 陸軍歩兵少尉任官
- 1883年（明治16年）2月28日 - 歩兵中尉
- 1886年（明治19年）
  - 3月 - 仙台鎮台参謀
  - 5月26日 - 歩兵大尉
- 1888年（明治21年）5月 - 第2師団参謀
- 1892年（明治25年）
  - 1月 - 参謀本部第2局員
  - 11月1日 - 歩兵少佐
  - 12月20日 - 歩兵第8連隊第2大隊長
- 1893年（明治26年）10月 - 第6師団参謀
- 1894年（明治27年）10月、大本営附
- 1895年（明治28年）4月16日 - 中佐
- 1896年（明治29年）
  - 9月25日 - 第4師団参謀長
  - 11月25日 - 勲五等瑞宝章
- 1897年（明治30年）10月11日 - 大佐、近衛師団参謀長
- 1898年（明治31年）3月3日 - 教育総監部本部部長
- 1900年（明治33年）
  - 4月25日 - 教育総監部参謀
  - 10月2日 - 陸軍戸山学校長
- 1902年（明治35年）6月21日 - 陸軍少将、歩兵第24旅団長
- 1903年（明治36年）7月2日 - 陸軍戸山学校長
- 1904年（明治37年）
  - 2月5日 - 第12師団兵站監
  - 3月11日 - 韓国駐剳軍兵站監
  - 4月18日 - 第2軍兵站監
  - 8月8日 - 歩兵第8旅団長
- 1905年（明治38年）4月8日 - 韓国駐剳軍参謀長
- 1906年（明治39年）6月1日 - 陸軍戸山学校長
- 1907年（明治40年）1月28日 - 教育総監部参謀長
- 1908年（明治41年）12月19日 - 教育総監部本部長
- 1909年（明治42年）
  - 8月1日 - 陸軍中将
  - 9月3日 - 第5師団長
- 1915年（大正4年）
  - 5月4日 - 青島守備軍司令官
  - 11月7日 - 勲一等旭日大綬章受章
- 1916年（大正5年）11月16日 - 陸軍大将
- 1917年（大正6年）8月6日 - 軍事参議官
- 1918年（大正7年）8月9日、浦塩派遣軍司令官
- 1919年（大正8年）8月26日 - 教育総監、軍事参議官

## 栄典・授章・授賞
位階
- 1880年（明治13年）3月2日 - 正八位[1]
- 1883年（明治16年）4月9日 - 従七位[1]
- 1886年（明治19年）7月8日 - 正七位[1][2]
- 1895年（明治28年）11月15日 - 正六位[1][3]
- 1897年（明治30年）10月30日 - 従五位[1][4]
- 1902年（明治35年）10月20日 - 正五位[1][5]
- 1907年（明治40年）11月11日 - 従四位[1][6]
- 1909年（明治42年）12月10日 - 正四位[1][7]
- 1912年（大正元年）12月28日 - 従三位[1][8]
- 1916年（大正5年）12月1日 - 正三位[1][9]
- 1921年（大正10年）1月20日 - 従二位[1][10]

爵位
- 1920年（大正9年）12月28日 - 男爵[1][11]

勲章等
| 受章年                     | 略綬 | 勲章名                 | 備考 |
| -------------------------- | ---- | ---------------------- | ---- |
| 1892年（明治25年）5月28日  |      | 勲六等瑞宝章           |      |
| 1895年（明治28年）10月16日 |      | 単光旭日章             |      |
| 1895年（明治28年）10月16日 |      | 功四級金鵄勲章         |      |
| 1896年（明治29年）11月25日 |      | 勲五等瑞宝章           |      |
| 1902年（明治35年）11月29日 |      | 勲四等瑞宝章           |      |
| 1904年（明治37年）11月29日 |      | 勲三等瑞宝章           |      |
| 1906年（明治39年）4月1日   |      | 功二級金鵄勲章         |      |
| 1906年（明治39年）4月1日   |      | 勲二等旭日重光章       |      |
| 1906年（明治39年）4月1日   |      | 明治三十七八年従軍記章 |      |
| 1912年（明治45年）5月24日  |      | 勲一等瑞宝章           |      |
| 1915年（大正4年）11月7日   |      | 旭日大綬章             |      |
| 1915年（大正4年）11月10日  |      | 大礼記念章             |      |
| 1920年（大正9年）11月1日   |      | 功一級金鵄勲章         |      |
| 1920年（大正9年）11月1日   |      | 旭日桐花大綬章         |      |
| 1920年（大正9年）11月1日   |      | 戦捷記章               |      |

外国勲章等佩用允許
| 受章年                     | 国籍                   | 略綬 | 勲章名                                   | 備考 |
| -------------------------- | ---------------------- | ---- | ---------------------------------------- | ---- |
| 1905年（明治38年）11月27日 | 大韓帝国               |      | 勲一等八卦章                             |      |
| 1918年（大正7年）1月31日   | 支那共和国             |      | 一等文虎勲章                             |      |
| 1919年（大正9年）7月22日   | アメリカ合衆国         |      | 陸軍殊勲章                               |      |
| 1920年（大正9年）4月29日   | フランス共和国         |      | 従軍章                                   |      |
| 1920年（大正9年）6月4日    | イギリス帝国           |      | 聖マイケル・聖ジョージ第一等勲章         |      |
| 1920年（大正9年）7月11日   | パナマ共和国           |      | ラ・ソリダリダ特別記章                   |      |
| 1920年（大正9年）7月29日   | ルーマニア王国         |      | エトアルドルーマニー第一等勲章           |      |
| 1922年（大正11年）3月16日  | イタリア王国           |      | 戦功十字章                               |      |
| 1922年（大正11年）8月29日  | チェコスロバキア共和国 |      | 菩提樹二枝附従軍十字章1918年章           |      |
| 1923年（大正12年）5月23日  | イタリア王国           |      | 聖マウリッツィオ・ラザロ勲章グランクロア |      |

## 親族
家紋は三つ追い沢瀉紋。
- 兄：直郎：就将小学校（現敦賀西小学校）訓導、敦賀県教育会議議員[33]
- 弟：信進：小浜藩士山田信光養子、松原村（現敦賀市）初代村長
- 長男：正夫
- 二男：慶治郎
- 甥：山田麒太郎：山田信進長男、正岡子規門弟、号三子、『蕪村句集』編者
- 甥：矢野信吉：山田信進五男、矢野宗四郎養子、大成機工株式会社創業

## 若狭出身の陸軍将官
- 陸軍大将 - 大谷喜久蔵
- 陸軍中将 - 儀峨徹二、谷口春治、寺田雅雄、平井政遒（軍医総監）、可児悌二郎（獣医総監）
- 陸軍少将 - 村松、東栄治、四谷巌、平井正民（軍医）